# Luna Alcalay
Luna Alcalay, née le 21 octobre 1928 à Zagreb et décédée le 9 octobre 2012 à Vienne, est une compositrice et pianiste autrichienne.

## Biographie
Luna Alcalay, nait le 21 octobre 1928. Luna Alcalay est la fille d'un ancien marchand de textile juif autrichien issu de la classe moyenne. Elle reçoit très tôt des cours privés de Svetislav Stančič. Dès sa jeunesse, elle exerce des activités en tant que pianiste, compositrice, auteure et peintre. En 1947, elle commence à étudier à l'Académie de musique de Zagreb, mais la famille émigre en Israël l'année suivante. À Tel Aviv, elle suit les cours de Leo Kestenberg,.
En 1951, elle se rend à Vienne pour étudier le piano à la Musikakademie, avec Alfred Uhl et Bruno Seidlhofer. C'est  Alfred Uhl qui lui fait connaître la musique de Luigi Nono, qui l'impressionne et l'influence durablement. Elle a participé aux cours d'été de Darmstadt pour apprendre à connaître la musique de Nono et d'autres avant-gardistes. Elle se fait remarquer par quelques professeurs, en particulier Bruno Maderna.
En 1959, elle donne des cours de clavecin aux Petits Chanteurs de Vienne.
La musique de Luna Alcalay, d'abord influencée par la musique sérielle de René Leibowitz, s'éloigne peu à peu de sa stricte application. Dans les années 1970, des pièces telles que New point of view font appel à la Musique aléatoire et utilisent les instruments en s'éloignant de la tradition. À partir des années 1970 et 1980, les textes jouent un rôle important. Elle compose des opéras, des chœurs, des ensembles et des pièces solo. Elle travaille à la radio (homo sapiens). Elle met en musique divers poètes, dont les élèves d'Else Lasker-Schüler.
Elle dédie un opéra à Jan Palach, qui s'était immolé par le feu en 1969 à Prague pour protester contre l'arrêt du Printemps de Prague et contre l'invasion des troupes du Pacte de Varsovie en Tchécoslovaquie. L’œuvre la plus accomplie de Luna Alcalay, saluée dans le monde entier est Ich bin in Sehnsucht eingehüllt (1984), sur les textes de Selma Meerbaum-Eisinger, poétesse juive, morte dans un camp de travaux forcés en Ukraine en 1942.
En 1968 le Conseil autrichien de la musique lui commande une cantate de l'ONU qui met en musique le texte de la Déclaration universelle des droits de l'homme.

## Prix et récompenses
- Concours international IGNM Italie 1972
- Premier prix au concours de composition de l'ORF 1973
- Prix d'honneur de la ville de Vienne 1973[3].
- Prix de la Ville de Vienne de musique (Preis der Stadt Wien für Musik) 1992[3].